# Magnétobiologie
La magnétobiologie est l'étude des effets biologiques de champs magnétiques. Il s'agit généralement de champs magnétiques statiques et basse fréquence principalement faibles, qui ne provoquent pas d'échauffement des tissus. La magnétobiologie est parfois considérée comme un sous-ensemble de la bioélectromagnétique (le bioélectromagnétisme ou biomagnétisme étant l'étude de la production de champs électromagnétiques et magnétiques par des organismes biologiques. La détection des champs magnétiques par les organismes est connue sous le nom de magnétoréception.

## Spécificités des effets magnétobiologiques
Clairement distinct des effets thermique, ils sont encore imparfaitement connus et compris ; souvent, ils sont observés pour des champs magnétiques alternatifs et uniquement dans des intervalles de fréquence et d'amplitude spécifiques. 

Ils dépendent des champs magnétiques ou électriques statiques présents simultanément, mais aussi de leur polarisation.
Les effets biologiques de faibles champs magnétiques basse fréquence, inférieurs à environ 0.1 millitesla (ou 1 gauss) et de fréquence d'environ 100 Hz posent un problème de physique. Ces effets semblent en effet paradoxaux, car le quantum d'énergie de ces champs électromagnétiques est de plusieurs ordres de valeur inférieur à l'échelle d'énergie d'un acte chimique élémentaire[réf. nécessaire]. L'intensité du champ n'est pas suffisante pour provoquer un échauffement appréciable des tissus biologiques ni irriter les nerfs par les courants électriques induits, et les autres effets ont des causes/mécanismes encore mal compris.

## Exemples d'effet magnétobiologique
Un exemple souvent cité est la capacité de repérage par rapport au champ magnétique terrestre dont font preuve beaucoup d'animaux migrateurs au moyen de la magnétoréception. 
Ces capacités ont été repérées dans nombreux ordres d'animaux, et notamment chez certains oiseaux, les tortues marines, les reptiles et amphibiens ou encore les poissons salmonoïde, capables de détecter de subtiles variations du champ géomagnétique et de l'inclinaison magnétique pour se diriger vers leurs habitats saisonniers. On dit qu'ils utilisent une "boussole d'inclinaison". Certains crustacés (ex : langouste), poissons osseux, insectes et mammifères utilisent eux une "boussole de polarité". Chez les escargots et les poissons cartilagineux (ex : requin), le type de boussole qu'ils utilisent est encore inconnu[réf. nécessaire]. On en sait peu sur les autres vertébrés et arthropodes. Leur perception peut être de l'ordre de dizaines de nanoteslas[réf. nécessaire].

### Magnétoréception
Une capacité de magnétoréception (via un récepteur dédié ou non) est nécessaire pour qu'un organisme vivant (faune, flore, fonge, bactérie, archée...) réponde à un stimulus magnétique. Plusieurs modèles neurobiologiques (non exclusifs pour certains) ont été proposés pour expliquer le processus primaire qui médie le stimulus magnétique :
1. mécanisme de paire de radicaux, qui implique des interactions spécifiques à la direction des paires de radicaux en fonction du champ magnétique ambiant[2] ; Selon le mécanisme de la paire de radicaux, les photopigments absorbent un photon, ce qui l'élève à l'état de singulet. Ils forment des paires de radicaux singulets à spin antiparallèle qui, par interconversion singulet-triplet, peuvent se transformer en paires de triplets à spin parallèle. Comme le champ magnétique modifie la transition entre les états de spin, la quantité de triplets dépend de la façon dont le photopigment est aligné dans le champ magnétique. Les cryptochromes, une classe de photopigments découverts dans le monde végétal et liés aux photolyases pourraient être les molécules « réceptrices » [2] ;
2. processus impliquant des matériaux magnétiques permanents (contenant du fer) comme la magnétite dans les tissus[2]. Le modèle de la magnétite est né dans les années 1970 avec la découverte de chaînes de magnétite à domaine unique dans certaines bactéries. Des preuves histologiques ont été trouvées chez un grand nombre d'espèces appartenant à tous les principaux phylums, mais avec des emplacements et caractéristiques différentes ; par exemple, les abeilles ont un matériau magnétique dans la partie avant de l'abdomen, tandis que chez les vertébrés, il est principalement dans la région ethmoïde de la tête. Les expériences prouvent que l'entrée des récepteurs à base de magnétite chez les oiseaux et les poissons est envoyée sur la branche du nerf ophtalmique du nerf trijumeau vers le système nerveux central[2] ; le ferrimagnétisme, clairement démontré chez certains oiseaux migrateurs (bien que ce ne soit pas leur seul moyen de se guider), et expliquant la magnétotaxie bactérienne[3] ;
3. Modifications magnétiquement induites des propriétés physico-chimiques de l'eau liquide[2] ;
4. modifications d'états de rotation à court, moyen ou long terme de certaines molécules à l'intérieur de certains complexes protéiques[4].
5. phénomène d'induction ; il s'appliquerait éventuellement aux animaux marins, grâce à un milieu environnant à conductivité élevée (eau de mer), mais les preuves de ce modèle font défaut[2].

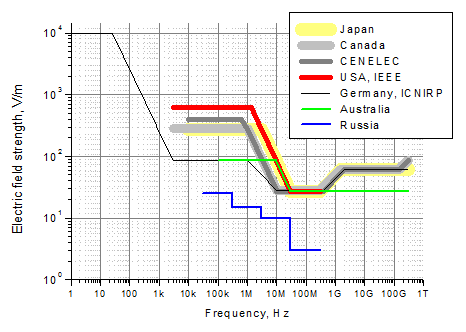
Ecarts entre les niveaux maximaux d’exposition électromagnétique admissibles de la population, développé par diverses organisations nationales et internationales (ICNIRP notamment). La Russie a les normes les plus exigeantes

## Dans le monde végétal
L'amélioration de la croissance à la suite de l'exposition de semences ou de semis ou parfois de plantes entières à certains types de champs magnétiques, électriques ou électromagnétiques est à la base de plusieurs types d'« électrocultures », d'abord expérimentées par l'abbé Pierre-Nicolas Bertholon de Saint-Lazare (professeur de physique expérimentale des états généraux de la province de Languedoc et « physicien électrisant », c'est-à-dire étudiant l'électricité et ses effets), dès la fin du XVIIIe siècle. 
Les premiers résultats d'expériences ont été synthétisés, ainsi que quelques hypothèses d'explications, dans un traité de 468 pages consacré à l'électroculture, publié par Bertholon en 1783 et rapidement traduit en plusieurs langues. 
Cette amélioration a un mécanisme causal encore en 2020 incompris (parfois non linéaire et non-homogène et dans quelques cas mise en échec), mais elle a été depuis confirmée par de nombreux scientifiques chez de nombreux types de végétaux, pour plusieurs types d'expositionsLes champs magnétiques ont été largement testés et utilisés comme prétraitement (parfois dit dit de magnéto-amorçage) des graines pour augmenter la vigueur des graines, la croissance des plantules et le rendement de la culture en termes de biomasse sèche.

## Histoire scientifique
L'intensité magnétique comme composante de la «carte» de navigation du pigeon migrateur est une hypothèse qui a été discutée à partir la fin du XIXe siècle. 
Une des premières publications à vraiment prouver que les oiseaux utilisent des informations magnétiques est une étude de 1972 sur la « boussole » du Merle noir, faite par Wolfgang Wiltschko. Un peu plus de deux décennies plus tard (2014), une étude en double aveugle montrait que les merles européens exposés à un « bruit » électromagnétique de faible niveau (entre 20 kHz et 20 MHz) perdaient leur capacité à s'orienter via leur boussole magnétique. Placés dans des cages grillagées en aluminium, atténuant le brouillage électromagnétique dans la gamme de fréquences de 50 kHz à 5 MHz d'environ deux ordres de grandeur, leur orientation a réapparu.
Pour les effets sur la santé environnementale, voir l'article Effets biologiques et environnementaux des champs électromagnétiques.

## Normes et seuils de sécurité
L'un des enjeux de la magnétobiologie est de contribuer à documenter les effets biologiques de l'exposition à certains champs électromagnétiques, pour notamment de protéger les organismes exposés à des niveaux biologiquement actifs et néfastes de champs électromagnétique ; ceci dans un contexte de niveau rapidement croissant depuis quelques décennies de l'exposition électromagnétique de fond des personnes et de certains animaux (élevage industriel, animaux domestiques, animaux sauvages ou d'élevage vivant sur ou près de lignes Haute-tension, etc). 
Une exposition chronique à certains champs électromagnétiques peut constituer une menace pour la santé humaine. L'Organisation mondiale de la santé considère l'augmentation du niveau d'exposition électromagnétique sur les lieux de travail comme un facteur de stress, et engage à des mesures de précaution concernant les enfants (vis-à-vis du téléphone portable notamment). 
Les normes actuelles de sécurité électromagnétique, élaborées par diverses institutions nationales à partir des travaux de l'ICNIRP, diffèrent de dizaines et de centaines de fois selon les pays pour certaines gammes de champs électromagnétiques ; cette situation reflète un manque de recherche dans le domaine de la magnétobiologie et de l'électromagnétobiologie et une difficulté à faire consensus au moment où l'industrie des communications sans fil souhaite développer la 5G. 
À ce jour, via l'ICNIRP, la plupart des normes ne prennent en compte que les effets biologiques thermiques induits par les champs électromagnétiques de type micro-ondes et la stimulation des nerfs périphériques par un courant induit.

## Enjeux médicaux
Mieux comprendre les effets des champs électromagnétique sur l'être humain (ses gamètes, l'embryon, le fœtus ou l'enfant en particulier) est encore un enjeu contemporain, mais l'utilisation de l'électricité (électrothérapie) et des aimants (magnétothérapie) ont été des sujets très prisés à l'époque des lumières, après les progrès faits dans la connaissance de l'électricité, dont via certaines approches aujourd'hui classées dans les pseudosciences (ex. : magnétisme animal, tel qu'envisagé par Messmer, à ne pas confondre avec le biomagnétisme qui concerne le magnétisme généré par des organises, cellules, organes ou organismes animaux).

### Journaux scientifiques dédiés
- Bioelectromagnetics
- Electromagnetic Biology and Medicine
- Biomedical Radioelectronics
- Biophysics